# Saint-Carné
 Saint-Carné  (en bretón Sant-Karneg) es una población y comuna francesa, situada en la región de Bretaña, departamento de Côtes-d'Armor, en el distrito de Dinan y cantón de Dinan-Ouest.

## Demografía
| 652 | 655 | 682 | 747 | 787 | 811 |
| Para los censos de 1962 a 1999 la población legal corresponde a la población sin duplicidades (Fuente: INSEE [Consultar]) |     |     |     |     |     |